# Kabupaten de Kebumen
Pour l’article homonyme, voir Kebumen.
Le kabupaten de Kebumen, en indonésien Kabupaten Kebumen, est un kabupaten d'Indonésie situé dans la province de Java central.

## Géographie
Le kabupaten de Kebumen est bordé :
- Au nord, par celui de Banjarnegara,
- À l'est, par ceux de Wonosobo et Purworejo,
- Au sud, par l'océan Indien et
- À l'ouest, par les kabupaten de Banyumas et Cilacap.

Le nord du kabupaten est montagneux et fait partie de la chaîne des Serayu. Le sud consiste en une plaine.
Plus au sud encore se trouve une chaîne de collines calcaires qui borde l'océan Indien.

## Histoire
Jusqu'au milieu du XIXe siècle, le kabupaten s'appelait Panjer.

## Bupatide Panjer puis Kebumen des époques de Mataram et coloniale
| No. | Nama                 | Période   |
| --- | -------------------- | --------- |
| 1   | Panembahan Bodronolo | 1642-1657 |
| 2   | Hastrosuto           | 1657-1677 |
| 3   | Kalapaking I         | 1677-1710 |
| 4   | KRT.Kalapaking II    | 1710-1751 |
| 5   | KRT.Kalapaking III   | 1751-1790 |
| 6   | KRT.Kalapaking IV    | 1790-1833 |
| 7   | KRT. Arungbinang IV  | 1833-1861 |
| 8   | KRT. Arungbinang IV  | 1861-1890 |
| 9   | KRT. Arungbinang IV  | 1890-1908 |
| 10  | KRT. Arungbinang IV  | 1908-1934 |
| 11  | KRT. Arungbinang IV  | 1934-1942 |

## Transport
Kebumen est située sur la voie ferrée qui relie Jakarta et Bandung d'une part, à Yogyakarta d'autre part.

## Tourisme

### Grottes
La région de Kebumen, calcaire, possède de nombreuses grottes :
- Jatijajar : à 21 km au sud de Gombong ou 42 km à l'ouest de Kebumen.
- Dempok
- Intan
- Petruk : à 7 km au sud de Jatijajar. Petruk diturunkan dari nama pengikut setia Pandawa dalam cerita pewayangan. Goa ini sangat mempesona. Tetesan air kapur terdengar bagaikan kebisingan yang tiada henti. Banyak stalaktit yang menyerupai bentuk kehidupan di dunia, seperti halnya stalaktit seperti anjing duduk ini. Stalaktit ini sangat memukau pengunjung karena menyerupai tokoh Semar dalam cerita pewayangan. Gorden raksasa akan mengingatkan betapa Maha Kuasanya Tuhan YME dan segala ciptaannya di bumi dan di langit.

### Plages
- Ayah : à 9 km de Jatijajar. Pantai pasirnya sangat luas dan mempesona. Wisatawan dapat menyewa perahu sambil menatap indahnya perbukitan. Di sini anda dapat menyaksikan matahari tenggelam yang mengagumkan.
- Karangbolong
- Petanahan : à 17 km au sud-ouest de Kebumen.
- Pasir : à 24 km au sud de Gombong ou 7 km à l'ouest de la plage de Karangbolong. La croyance y voit la porte d'entrée du palais de la Ratu Kidul, "la Reine du Sud".
- Tanjung Bata et Menganti : à 7 km de la plage d'Ayah.

### Autres
- Rafting sur la rivière Pedegolan
- Sources chaudes de Krakal

### Le fort Van Der Wijck

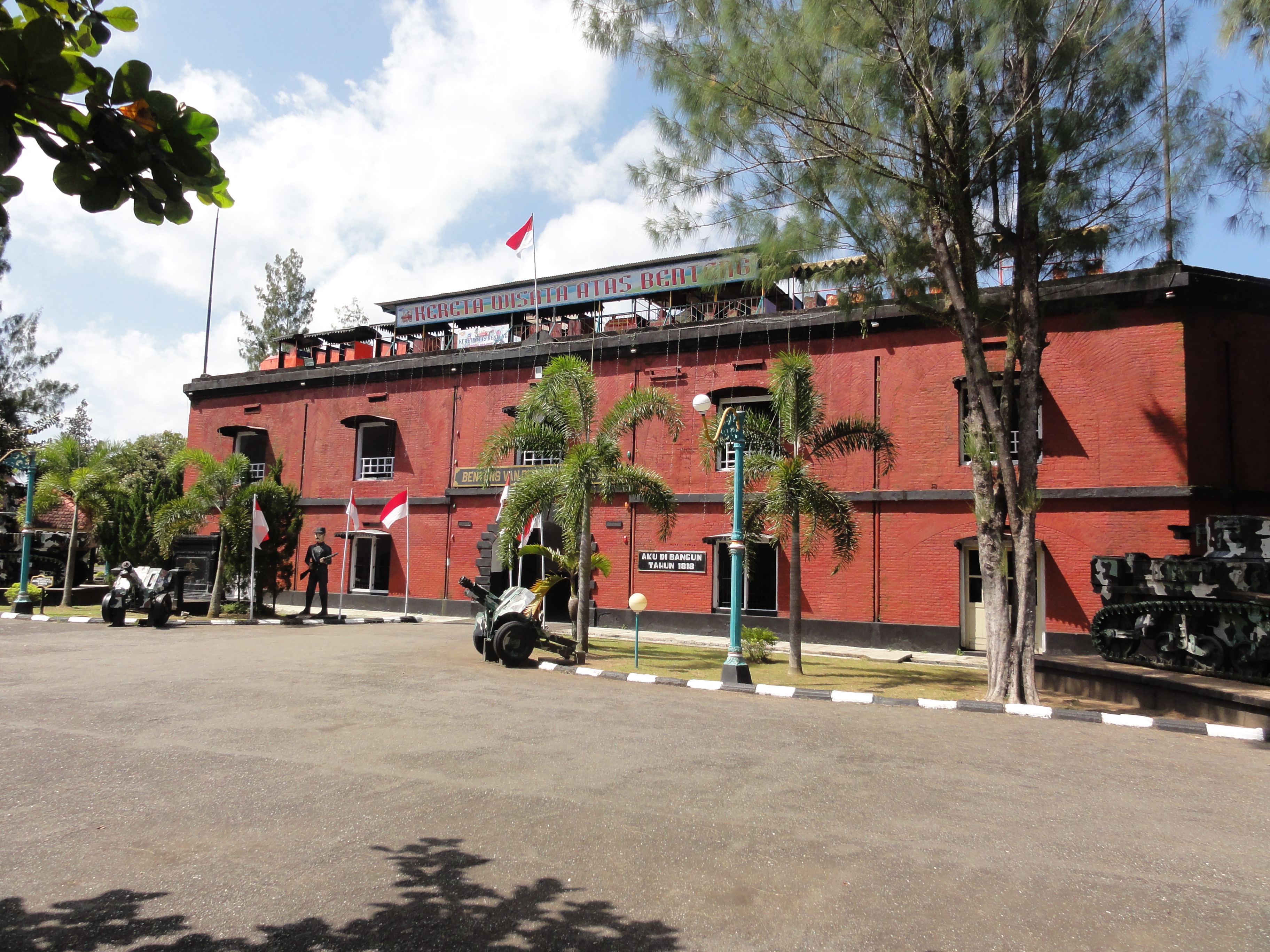
Le fort Van Der Wijck

Situé près de la ville de Gombong, ce petit fort a été construit au XVIIIe siècle par les Hollandais.